# Miha Šorn
Miha Šorn, kapitan inštruktor Airbus A320, slovenski letalec in politik, * 1949, † 2018.
Pilot, inštruktor letenja in izpraševalec, predavatelj Fakultete za strojništvo Univerze v Ljubljani, kapitan letala Airbus A320. Poleg letenja pri nacionalnem prevozniku Adria Airways je bil aktiven tudi pri šolanju novih pilotov v letalski šoli Adrie Airways in opravljal delo izpraševalca na izpitnih letih. Poslovilni let v pokoj je na letalu Airbus A-319 S5-AAR Adrie Airways opravil 18.2.2011, na letališču Ljubljana, pričakal ga je pozdrav z gasilkimi topovi. Kasneje je bil še dolgo aktiven pri šolanju pilotov in letel v Koreji na letalih družine Airbus 320. V mlajših letih je bil aktiven član Aerokluba Ljubljana po upokojitvi pa se je jadralno udejstvoval v Šaleškem Aeroklubu v Šoštanju. Leta 2016 je opravil tudi rating za amfibijo.
Med 7. januarjem 2002 in 2. marcem 2003 je bil državni sekretar Republike Slovenije na Ministrstvu za promet Republike Slovenije.
Zunanje povezave:
- poslovilni let 18.2.2011 S5-AAR A319 iz LJLJ v LSZH in nazaj LJLJ: https://www.youtube.com/watch?v=kn94bmVGW9c